# Pere Bosch i Gimpera

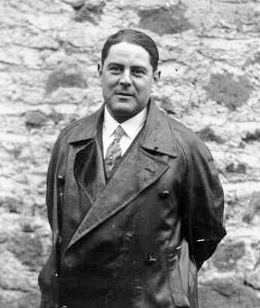
Pere Bosch i Gimpera 1927

Pere Bosch i Gimpera (spanisch Pedro Bosch y Gimpera, * 29. März 1891 in Barcelona; † 9. Oktober 1974 in Mexiko-Stadt) war ein Archäologe und Prähistoriker. Er war einer der bekanntesten katalanischen Wissenschaftler seiner Zeit.

## Akademisches Leben
Er begann Jura zu studieren, wechselte dann aber zur Philosophie. In Berlin führte ihn Ulrich von Wilamowitz-Moellendorff zum Studium der Vorgeschichte. Seine ersten Veröffentlichungen behandelten die Minoische Kultur (1912) und den Ursprung der griechischen Trägodie (1913). Er übersetzte auch Homer. 1915 wurde er Direktor der Ausgrabungen des Institut d’Estudis Catalans und Lehrer der Estudis Universitaris Catalans. 1916 wurde er Professor für alte Geschichte an der Universität Barcelona. 1919 veröffentlichte er das Buch Prehistòria catalana. Schon seit dieser Zeit war er ein Verfechter der Verwendung der katalanischen Sprache in wissenschaftlichen Publikationen. 
Von 1919 bis zu seinem Tod korrespondierte er mit seinem Schüler, Kollegen und Freund Lluís Pericot i Garcia. Ein weiterer bedeutender Schüler war Josep de Calassanç Serra i Ràfols. Er war einer der Gründer der Associació Catalana d’Antropologia, Etnografia i Prehistòria (katalanische Gesellschaft der Anthropologie, Ethnographie und Urgeschichte). 1929 organisierte er in Barcelona ein internationales Symposium für Archäologie.

## Politisches Leben
In der linksgerichteten katalanischen Regionalregierung der Esquerra Republicana de Catalunya (ERC, Republikanische Linke Kataloniens) unter Lluís Companys übernahm Bosch i Gimpera während des Bürgerkrieges seit dem 29. Juni 1937 das Amt des Justizministers von Katalonien (Conseller de Justícia). Nach der Niederlage der republikanischen Kräfte floh Bosch i Gimpera wie viele andere prominente spanische Linksintellektuelle ins mexikanische Exil. 1942 erlangte er die mexikanische Staatsbürgerschaft. 

## Veröffentlichungen
- El problema de la cerámica ibérica (= Comisión de Investigaciones Paleontológicas y Prehistóricas. Memoria. 7, ZDB-ID 988137-2). Museo Nacional de Ciencias Naturales, Madrid 1915, (Zur Frage der Iberischen Keramik. In: Memnon. Bd. 7, Nr. 3, 1913, ZDB-ID 527098-4, S. 166–181).
- Grecia y la civilización crético-micénica. Casa Editorial Estvdio, Barcelona 1914, (Spanisch; Griechenland und Cretico-Micenica-Zivilisation).
- Prehistoria Catalana. Edats de la Pedra i dels Metalls – Colonitzacio Grega – Etnografia (= Enciclopèdia Catalana. 16). Editorial Catalana, Barcelona 1919, (Katalanisch; Katalanische Prähistorie).
- La Arqueologia prerromana hispánica. In: Adolfo Schulten: Hispania. (Geografía, etnología, historia). Traducción del alemán por Pedro Bosch Gimpera, Miguel Artigas Ferrando. De Serra y Russell, Barcelona 1920, S. 133–205, (Spanisch; Die präromanische hispanische Archäologie).
- Historia de Oriente. 2 Bände. Juan Gili, Barcelona 1927–1928, (Spanisch; Geschichte des Orients).
- Las representaciones teatrales en Grecia y Roma. Instituto del Teatro Nacional, Barcelona 1929, (Spanisch; Theateraufführungen in Griechenland und Rom).
- Etnologia de la península ibèrica. Editorial Alpha, Barcelona 1932, (Katalanisch; Ethnologie der Iberischen Halbinsel).
- El poblamiento antiguo y la formación de los pueblos de España (= Universidad Nacional Autónoma de México. Publicaciones del Instituto de Historia. Serie 1, Nr. 2, ZDB-ID 1035007-X). Universidad Nacional Autónoma de México, México DF 1944 (Umschlag: 1945; Spanisch; Die alte Siedlung und die Bildung der Völker von Spanien).
- El problema indoeuropeo (= Universidad Nacional Autónoma de México. Publicaciones del Instituto de Historia. Serie 1, Nr. 45). Universidad Nacional Autónoma de México, Mexico DF 1960, (Spanisch; Das indoeuropäische Problem).
- Cataluña, Castilla, España. Ediciones de „Las Españas“, México DF 1960, (Spanisch; Katalonien, Kastilien, Spanien).
- Paletnología de la península ibérica. colección de trabajos sobre los Celtas, Iberos, Vascos, Griegos y Fenicios. Akademische Druck- und Verlagsanstalt, Graz 1974, ISBN 3-201-00881-8 (Spanisch; Paläontologie der Iberischen Halbinsel).